# Rafael Aparecido Elisbão
Rafael Aparecido Elisbão es un jugador brasileño, más conocido como Rafael Fefo. Nació en Piracicaba el 15 de febrero de 1985. Actualmente juega en el Zulia FC.

## Trayectoria
Salió de las categorías básicas de SC Corinthians, hizo su debut en el primer equipo el 16 de mayo de 2004, en el encuentro que SC Corinthians derrotó al Guaraní FC uno por cero. Fue campeón del Torneo Brasileño de fútbol en el 2004, con el SC Corinthians. En diciembre de 2008, Rafael Fefo recaló en Marilia AC. En 2009, jugó para Guaraní FC. En 2010 fue contratado por el Atlético Monte Azul. En 2011, se trasladó a Carabobo FC, luego de jugar el primer semestre con el Red Bull Brasil paulista. En el 2012 se fue a jugar a Japón con el Gainare Tottori.

## Clubes
| Club                | País      | Año           | Juegos | GOLES Marcados |
| ------------------- | --------- | ------------- | ------ | -------------- |
| SC Corinthians      | Brasil    | 2004-2007     |        |                |
| Marilia AC          | Brasil    | 2008          |        |                |
| Guaraní FC          | Brasil    | 2009          |        |                |
| Atlético Monte Azul | Brasil    | 2010          |        |                |
| Red Bull Brasil     | Brasil    | 2011          |        |                |
| Carabobo FC         | Venezuela | 2011-2102     |        |                |
| Gainare Tottori     | Japón     | 2012-2103     |        |                |
| Zulia FC            | Venezuela | 2013-presente |        |                |

## Palmarés

### Campeonatos nacionales
| Título         | Club           | País   | Año  |
| -------------- | -------------- | ------ | ---- |
| Serie A Brasil | SC Corinthians | Brasil | 2005 |